# Marobod
Marobod (latinsko Marobodvvs) je bil kralj Markomanov in Kvadov, dela germanskih Svebov, ki je vladal od leta 9/6 pr. n. št. do 18 ali 19 n. št., * okoli 35 pr. n. št., † 37 n. št., Ravena, Italija.
Večino mladosti je preživel kot talec v Rimu. Po vrnitvi v domovino je našel svoje ljudstvo pod pritiskom Rimljanov, ki so prodirali  na ozemlje med Renom in Labo. Svoje ljudstvo je odpeljal v gozdove v bližini Kvadov in s Kvadi sklenil močno zvezo.

## Ime
Marobodovo ime je sestavljeno iz dveh keltskih besed: māro-, ki pomeni  "veliki" (valižansko mawr, irsko mór), in  bodwos, ki pomeni "krokar" (irsko badhbh).

## Življenje
Marobod je bil rojen v markomanski plemiški družini. Kot mladenič je živel v Rimu in užival naklonjenost cesarja Avgusta. Markomane so leta 10 pr. n. št. popolnoma porazili Rimljani. Marobod se je okoli leta 9 pr. n. št. vrnil domov in postal vladar svojega ljudstva. Pred Rimljani, ki so prodirali v rensko-donavski bazen, se je umaknil na ozemlje sedanje Češke, ki je bilo izven rimskega dosega.  Prevzel je naslov kralj in organiziral plemensko zvezo s sosednjimi germanskimi plemeni. Bil je prvi dokumentirani vladar Češke s svojo vlado.
Avgust je leta 6 nameraval uničiti Marobodovo kraljestvo, ker je bilo po njegovem mnenju prenevarno za rimsko državo. Markomane naj bi napadlo dvanajst legij pod poveljstvom bodočega cesarja Tiberija. Napad so morali ustaviti zaradi upora v Iliriku. Tiberij je bil prisiljen z Marobodom skleniti mir in ga priznati za kralja.

## Vojna z Arminijem in smrt
Rivalstvo s heruškim vladarjem Arminijem, ki je leta 9 n. št. v bitki v Tevtoburškem gozdu uničil tri rimske legije Publija Kvintilija Vara, je preprečilo usklajen napad Germanov na rimsko ozemlje: na severu bi čez Ren udaril Arminij, na jugu pa čez Donavo Marobod. 
Mark Velej Paterkul, zgodovinar iz 1. stoletja n. št. piše, da je Arminij poslal Marobodu Varovo glavo, on pa jo je poslal cesarju Avgustu. V maščevalni vojni cesarja Tiberija in generala Germanika proti Heruskom je Marobod ostal nevtralen.
Leta 17 n. št. je izbruhnila vojna med Arminijem in Marobodom. Po neoodločeni bitki se je Marobod leta 18 umaknil v češke gozdove. Naslednje leto se je iz izgnanstva med Gutijci vrnil mlad markomanski plemič Katvalda, morda na zvijačno rimsko podbudo, in porazil Maroboda. Odstavljeni kralj je pobegnil v Italijo in preživel 18 let v Tiberijevem priporu v Raveni, kjer je leta 37 umrl.
Katualdo je porazil Hermundur Vibilij. V Markomanskem kraljestvu je po njegovem porazu zavladal Kvad Vanij. Vibilij je s pomočjo njegovih nečakov Vangiona in Sidona odstavil tudi Vanija. Nečaka sta zatem vladala kot Rimu podložna kralja.